# Damen-Basketballnationalmannschaft der DDR
Die Damen-Basketballnationalmannschaft der DDR repräsentierte die Deutsche Demokratische Republik von 1952 bis 1990 in internationalen Wettbewerben und wurde vom damaligen Basketball–Verband der DDR organisiert.
Der größte Erfolg der Mannschaft war der Gewinn einer Bronzemedaille bei der Europameisterschaft 1966. Außerdem erreichte sie den 4. Platz bei der einzigen Teilnahme an einer Weltmeisterschaft 1967. 
Nach der deutschen Wiedervereinigung im Jahr 1990 wurde die Mannschaft aufgelöst und durch die heutige deutsche Basketballnationalmannschaft der Damen ersetzt.

## Geschichte
Bei der ersten Teilnahme an einer Europameisterschaft im Jahr 1952 unterlag die DDR-Auswahl in allen drei Spielen hoch (u. a. 4:133 gegen die Sowjetunion) und belegte den 12. und letzten Platz. 
Bei der nächsten EM-Teilnahme 1958 erreichte sie ebenfalls sieglos den 9. und vorletzten Platz. Die darauf folgende EM-Teilnahme 1964 ist für das Team erfolgreicher und es belegte, genau wie die Herren-Mannschaft im Jahr zuvor, den 6. Rang.
Bei der Europameisterschaft 1966 in Rumänien feierte das Team ihren größten Erfolg. Die DDR-Mannschaft kann nur vom späteren Europameister aus der Sowjetunion im Halbfinale gestoppt werden. Das Spiel um Platz 3 entschied das DDR-Team mit 65:60 gegen Rumänien für sich und gewann damit die Bronzemedaille.
Im Jahr darauf gehörte das DDR-Team zu den positiven Überraschungen der in Prag stattfindenden Weltmeisterschaft 1967. Bei der einzigen WM-Teilnahme der DDR belegte die Mannschaft den 4. Platz. Auch 1968 kann das Team bei der Europameisterschaft in Italien den Erfolg von 1966 fast wiederholen und landet am Ende wie bei der Weltmeisterschaft 1967 auf dem unglücklichen 4. Platz.
Die letzte Europameisterschaft mit Beteiligung der DDR-Damen fand 1972 in Bulgarien statt. Die Mannschaft belegte Platz 7. 
Es gab keine Teilnahme an Olympischen Spielen.

## Abschneiden bei internationalen Wettbewerben

### Olympische Spiele
| - keine |

### Weltmeisterschaften
| - 1967 – 4. Platz |

### Europameisterschaften
| - 1952 – 12. Platz - 1958 – 9. Platz - 1964 – 6. Platz - 1966 – . Platz - 1968 – 4. Platz - 1972 – 7. Platz |